# Messier 43
De Mairanova mlhovina (též M 43 a NGC 1982) je emisní mlhovina v souhvězdí Orionu, nacházející se poněkud vlevo od hvězdy Théta Orionis (θ v souhvězdí Orionu je několikanásobný fyzický systém - hvězdy v něm mají mezi sebou relativně malé vzdálenosti, pocházejí pravděpodobně z okolní otevřené hvězdokupy vytvořené mlhovinou M42) v Orionově meči. Stejně jako její sestra M42 je spojena se vznikem hvězd v tomto regionu, které jsou především modrými obry a modrými veleobry. Nejvýraznější (6,85 magnitudy) hvězdou v této mlhovině je ν Orionis (pozice na obloze: rektascenze: 5h 35m 51,09s, deklinace: -5° 15' 29,1"; pozice v katalozích: TYC 4774-906-1, PPM 188230, SAO 132328, HD 37061, BD-5 1325), nachází se ve vzdálenosti 1177 +/- 284 světelných let a se svítivostí minimálně stonásobku Slunce (údaje v katalogu uvádí 192 +/- 104). M43 se rozprostírá okolo této hvězdy.
Označení v katalogu: M 43, NGC 1982, CED 55G